# Telepace
Telepace je italská (vatikánská) soukromá křesťanská televize. Vznikla v roce 1977. Programová skladba se skládá především z náboženských témat, ale své místo tu najdou i různé filmy, dále talk show, dokumenty a zprávy. Každý den 3x denně vysílá přímý přenos bohoslužby a vždy v neděli přímý přenos kázání svatého Otce.
Televize úzce spolupracuje s italskou televizí Rai a společně připravují „Zprávy z Vatikánu“, které se vysílají v různých jazycích, tedy i v češtině.
Telepace vysílá non-stop v celoplošné digitální síti DVB-T na celém území Vatikánu a Itálie, dále nekódovaně na satelitu Hot Bird a přes internet. Hlavním sídlem je italská Cerna (část městečka Sant'Anna d'Alfaedo), ale pobočky jsou i v Tridentu, Agrigentu, Fatimě a Jeruzalémě.
Telepace také provozuje vlastní rádio Radiopace.
Telepace expandovala do mnoha zemí Evropy. V České republice vysílá pod názvem TV Noe.